# Décadentisme
 (janvier 2019).

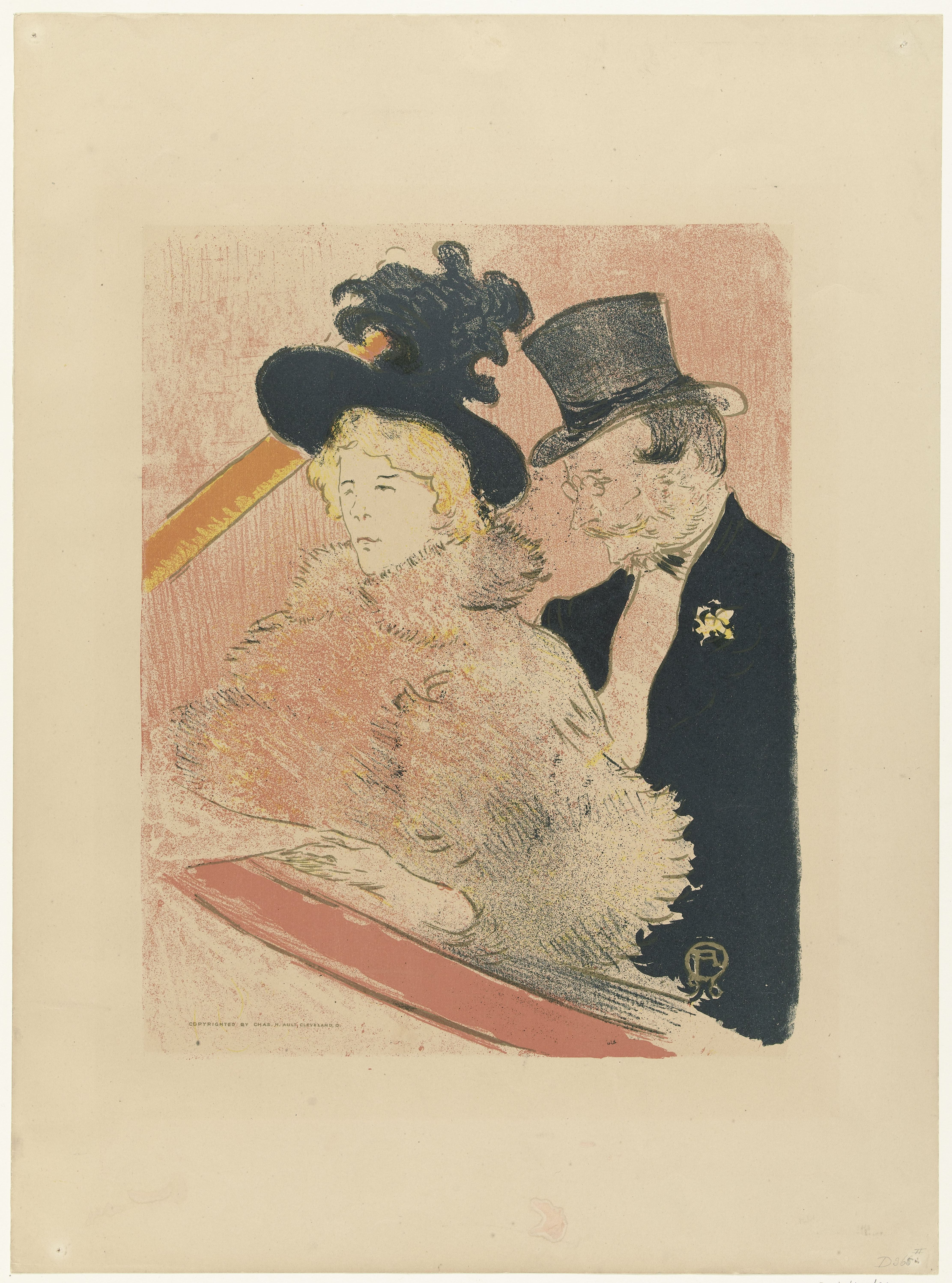
La demi-mondaine Émilienne d'Alençon et Gabriel Tapié de Céleyran, cousin de Toulouse-Lautrec, qui les représente ici au cabaret Les Décadents (rue Fontaine) avant 1896.

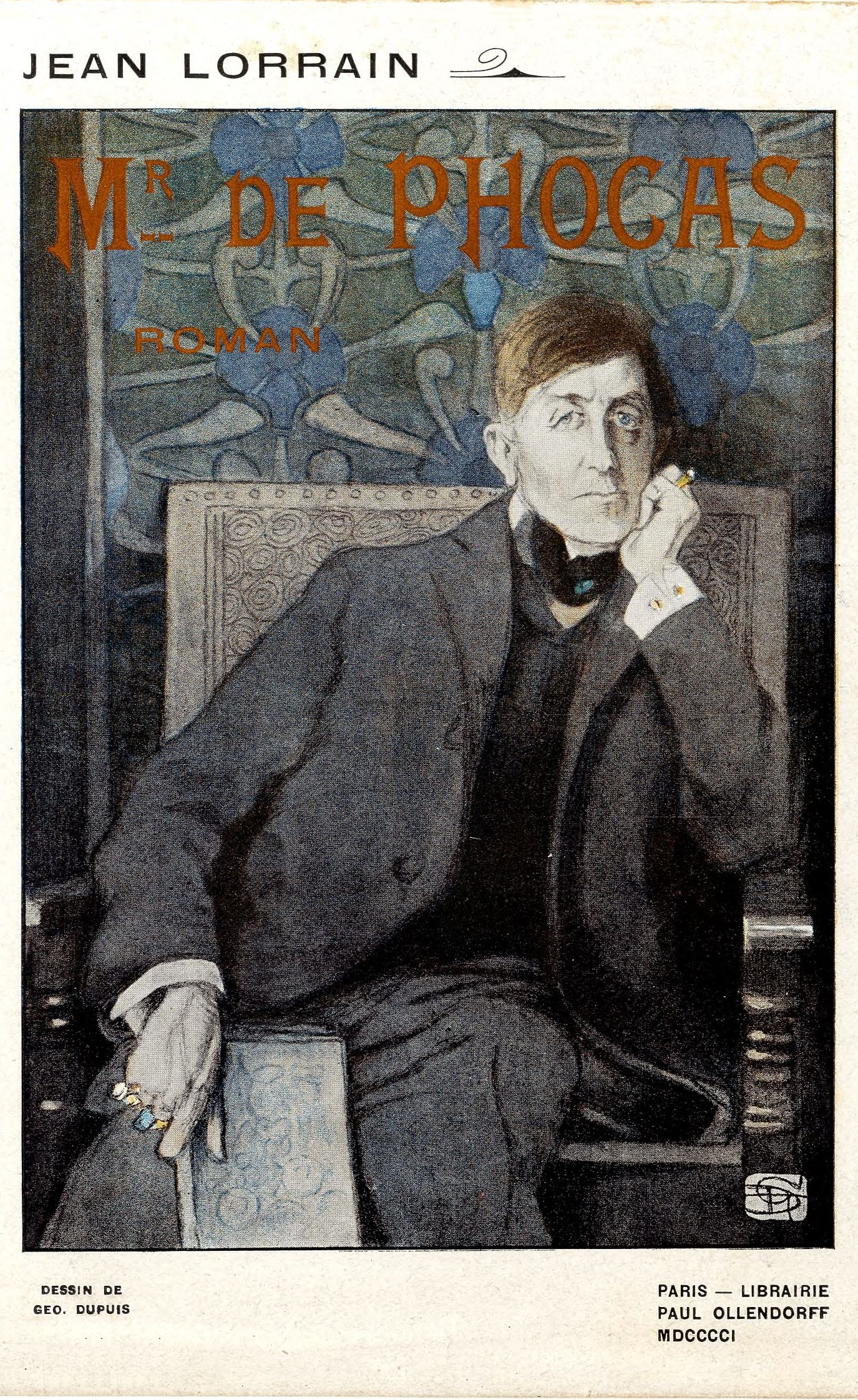
Monsieur de Phocas, de Jean Lorrain (1901), édition de 1908 illustrée par Géo Dupuis.

Le décadentisme (également appelé mouvement décadent, ou décadisme) est un mouvement littéraire et artistique controversé qui s'est développé en Europe et aux États-Unis principalement au cours des vingt dernières années du XIXe siècle et consistant en un attrait pour l'irrationnel, la mort, le mystère et un rejet de la science. On parle aussi de littérature ou d'esthétique fin-de-siècle.
Il s'agit davantage d'un état d'esprit, d'une attitude, d'une posture, voire d'une esthétique, qui s'installe dans les milieux littéraires et chez certains plasticiens à la fin du XIXe siècle, que d'un véritable mouvement ou école artistique. Mais il existe un lien entre une certaine forme de lyrisme et le décadentisme, lequel est un des symptômes manifestes de la modernité.

## Contexte historique
Le positivisme a fait son temps : la seconde révolution industrielle est là, et l'impérialisme et le colonialisme s'imposent vers 1880-1890.

### En France
L'idée de « décadence » apparaît en France dès le Second Empire, où l'on parle de « déclin ». L'humiliation de la défaite de 1871 et la Commune sont présentées par de nombreux écrivains et artistes comme la fin d'un monde.
Toutefois, c'est avec la publication des Essais de psychologie contemporaine de Paul Bourget en 1883 que le mouvement décadent commence à se définir. Face au sentiment de déliquescence qui l'habite, une génération d'artistes se reconnaît dans son analyse de la névrose des maîtres contemporains.
Marqué dès 1884 par la parution du Crépuscule des dieux d'Élémir Bourges et d‘À rebours de Joris-Karl Huysmans, le mouvement se définit par sa « désespérance teintée d'humour et volontiers provocatrice ».
En 1885, un pastiche d'Henri Beauclair et Gabriel Vicaire, Les Déliquescences, poèmes décadents d'Adoré Floupette ridiculise les Décadents, visant ici les symbolistes, dont il met en avant les tics, le pessimisme morbide, la langueur affectée, les divers abus, mais aussi les audaces de style, en prose comme en poésie. Le vocable « fin-de-siècle » est un avatar de « décadent », terme lancé par ce pastiche, puis repris par Anatole Baju en 1886 dans Le Décadent artistique et littéraire.
En 1888, Paul Adam et Félix Fénéon publient, sous le pseudonyme de Jacques Plowert, un Glossaire pour servir à l'intelligence des auteurs décadents et symbolistes.
Devant cette notoriété nouvelle, les Décadents français créent de nombreux périodiques (La Plume, Le Décadent, La Vogue, Fin de siècle, etc.), correspondant à autant de chapelles.

#### Décadentisme et politique
Le décadentisme, celui porté par des auteurs comme Jules Barbey d'Aurevilly, Péladan ou Huysmans, fait partie de l'histoire littéraire de la droite réactionnaire en France, ces auteurs étant monarchistes, catholiques et contre-révolutionnaires. Charles Maurras fondera son idéologie sur les principes de la décadence française.

#### Décadentisme et symbolisme
La décadence est un mouvement essentiellement littéraire qui perdure de Charles Baudelaire à Friedrich Nietzsche. Il traduit les névroses, avoue les passions, la dépravation, et les hallucinations bizarres de l'obsession qui se mue en folie. Le symbolisme est un mouvement littéraire et artistique, issu des auteurs Paul Verlaine et Stéphane Mallarmé, dont Charles Baudelaire était considéré comme le précurseur. Il est parfois considéré comme une forme de décadence intériorisée. Le terme "symboliste", apparaît sous la plume de Jean Moréas dans un manifeste publié par le Figaro en 1886. Il décrit ce mouvement comme un culte de l’idée métaphysique que la poésie symboliste cherche à comprendre par la sensibilité subjective. Ces deux mouvements se sont diffusés en Allemagne, en Angleterre, dans les pays européens et aux États-Unis pour le décadentisme. Les artistes qui ont initié le mouvement symboliste sont, entre autres, Félicien Rops, Gustave Moreau, Odilon Redon. Le mouvement se prolonge à la génération suivante dans la poésie lyrique d'inspiration symboliste d'Oscar Milosz.

### Autres pays européens

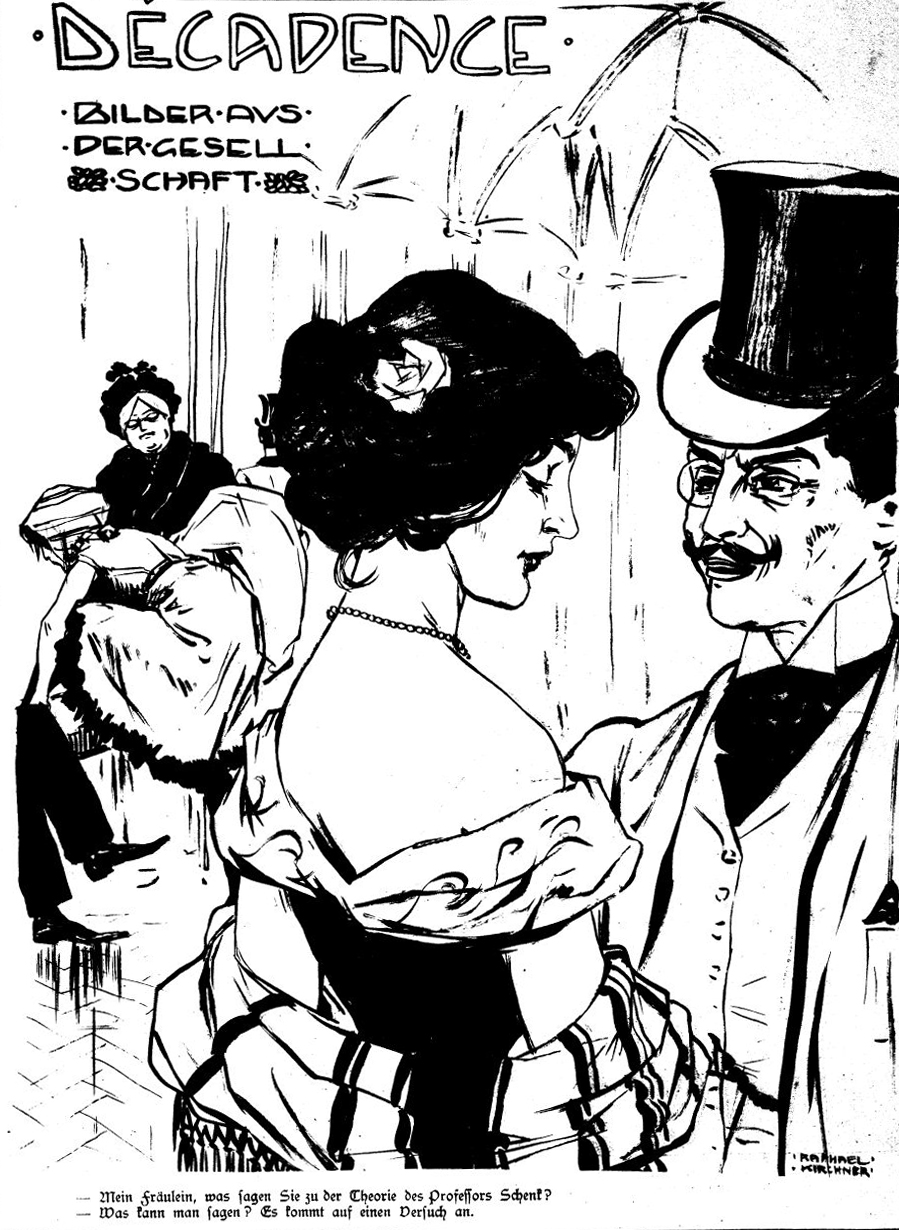
Raphael Kirchner, « Decadence Bilder aus der Gesellschaft », publiée dans Wiener Caricaturen, 20 février 1898.

#### Autriche
- Peter Altenberg (1859–1919)
- Alfred Kubin (1877–1959)
- Arthur Schnitzler (1862–1931)

#### Belgique
- Jean Delville (1867–1953)
- Théodore Hannon (1851-1916)
- Georges Rodenbach (1855–1898)
- Émile Verhaeren (1855–1916)
- Eugène Laermans

#### Espagne
- Ramón María del Valle-Inclán (1866-1936)
- Emilio Carrere (1881-1947)

#### États-Unis
- David Park Barnitz (1878–1901)
- Robert W. Chambers (1865–1933)
- Vincent O'Sullivan (1868–1940)
- Edgar Saltus (1855–1921)
- Francis Saltus Saltus (1849-1889)

#### Grande-Bretagne et Irlande
- Aubrey Beardsley (1872–1898)
- Max Beerbohm (1872–1956)
- Richard Francis Burton (1821–1890)
- Ernest Dowson (1867-1900)
- Richard Le Gallienne (1866–1947)
- Arthur Machen (1863-1947)
- George Moore (1852–1933)
- Alan Odle (1888-1948)
- Charles Ricketts (1866–1931)
- Matthew Phipps Shiel (1865–1947)
- Algernon Swinburne (1837–1909)
- Arthur Symons (1865–1945)
- Oscar Wilde (1854–1900)

#### Italie
- Arrigo Boito (1842–1918)
- Camillo Boito (1836–1914)
- Gabriele D'Annunzio (1863-1938)
- Antonio Fogazzaro (1842–1911)
- Guido Gozzano (1883–1916)
- Giovanni Pascoli (1855–1912)
- Luigi Pirandello (1867–1936)
- Italo Svevo (1861–1928)
- Igino Ugo Tarchetti (1839–1869)

#### Russie
- Innokenti Annenski (1855–1909)
- Constantin Balmont (1867–1942)
- Valéri Brioussov (1873–1924)
- Zinaïda Hippius (1869–1945)
- Dimitri Merejkovski (1866–1941)
- Nikolaï Minski (1855–1937)
- Fiodor Sologoub (1863–1927)
- Zinaïda Vengerova (en) (1867-1941)

#### Tchéquie
- Arthur Breisky (en) (1885-1910)
- Karel Hlaváček (1874-1898)
- Jiří Karásek ze Lvovic (1871-1951)
- Arnošt Procházka
- Louisa Zikova

#### Autres
- José Asunción Silva (1865–1896) (Colombie)
- Pedro Emilio Coll (1872–1947) (Venezuela)
- Mateiu Caragiale (1885-1936) (Roumanie)
- Alexandru Macedonski (1856-1920) (Roumanie)
- Viktors Eglītis (en) (1877–1945) (Lettonie)
- Vojislav Ilić (en) (1860–1894) (Serbie)
- Constantin Al. Ionescu-Caion (en) (1882-1918) (Roumanie)
- Oscar A. H. Schmitz (1873-1931) (Allemagne)
- Hjalmar Söderberg (1869–1941) (Suède)
- Eric Stenbock (1860–1895) (Suède)
- José Juan Tablada (1871–1945) (Mexique)
- Constant Tonegaru (en) (1919-1952) (Roumanie)
- Ion Vinea (1895-1964) (Roumanie)

## Un mouvement

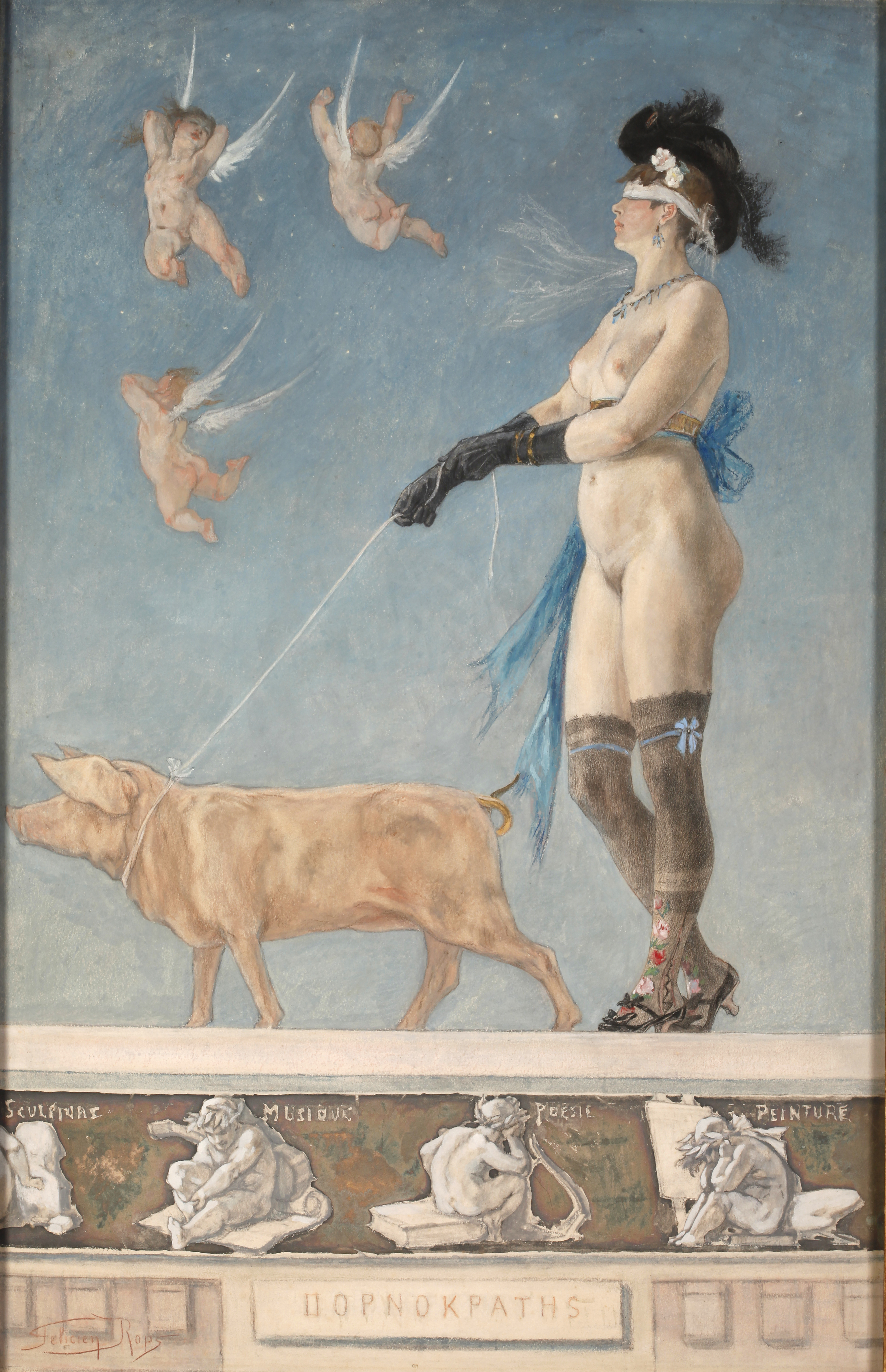
Félicien Rops, Pornocratès (1878), Namur, musée provincial Félicien Rops.

Le décadentisme n'a jamais eu de véritable chef de file. Ce mouvement est à la limite du symbolisme et trouve sa motivation dans un rejet du naturalisme de Zola et des frères Goncourt (paradoxalement, l’« écriture artiste » de ces derniers ne laissera pas indifférents les auteurs dits décadents). Charles Baudelaire est souvent reconnu comme une sorte de précurseur de ce mouvement. Le roman le plus représentatif en est À rebours de Joris-Karl Huysmans en 1884. En 1888 paraît un Glossaire pour servir à l'intelligence des auteurs décadents et symbolistes de Jacques Plowert (pseudonyme de Paul Adam et Félix Fénéon). On peut considérer comme typique de ce mouvement les romans de Catulle Mendès, allant jusqu'à mettre en scène dans ses œuvres des intrigues amoureuses incestueuses et homosexuelles à la fois.
Le roman décadent se caractérise notamment par une crise du roman, rempli de distorsions et d'anachronismes, et une crise du personnage : dans Monsieur Bougrelon de Jean Lorrain, par exemple, le héros existe-t-il ? Ne serait-il pas qu'un fantôme? Le roman décadent est un roman « cassé en morceaux » (Félicien Champsaur, L'Amant des danseuses - 1888), en pleine désaffection du naturalisme. Cette discontinuité, cet art du fragment se retrouvent prégnants chez un contemporain esthétiquement proche, Jules Renard, dont le Journal témoigne par ailleurs de préoccupations stylistiques obsessionnelles.
Il est à noter enfin que la recherche et le raffinement du style caractérisent aussi bien les décadents que leurs adversaires, tels que le romantique finissant Arsène Houssaye, les naturalistes Léon Hennique ou Henri Céard, l’essayiste et critique catholique Ernest Hello, le très académique Jules Claretie, ou bien encore des écrivains nationalistes du redressement moral et intellectuel comme Maurice Barrès, Léon Daudet et Paul Déroulède.

## La figure de l'androgyne
Ce type de personnage existe depuis l'Antiquité avec le mythe de l'androgyne. Au fur et à mesure des siècles, cette figure continue de fasciner, jusqu'au XIXe siècle où on assiste à un renouvellement du personnage. D'abord empreint de perfection comme dans Séraphita de Balzac ou Mademoiselle de Maupin de Gautier durant la première moitié du siècle, les décadents voient dans l'androgyne une façon de décrire une autre sexualité éloignée des normes de l'époque. Ainsi, cette figure est omniprésente dans les œuvres du mouvement.

### L'androgyne
L'androgyne, homme aux attributs féminins, est un personnage dont la première particularité serait la faiblesse. L'éphèbe se retrouve souvent dans une situation de soumission. L'androgyne appelle une figure de domination, qu'elle soit une femme fatale ou une figure d'autorité. On assiste parfois à un inversement sexuel. Dans Monsieur Vénus de Rachilde, Jacques Silvert se retrouve sous la coupe de Raoule qui abuse de lui, le forçant à se travestir et à s'engager dans des jeux sexuels sadomasochistes. Dans Lesbia Brandon, Herbert est dans un premier temps sous la domination de Denham, son précepteur, puis sous celle du personnage principal, Lesbia. Ce personnage fascine et est le principal objet de désir des autres personnages.
L'androgyne est également l'objet de relations homosexuelles, souvent refoulées. Dans Monsieur Vénus, Jacques séduit M. de Raittolbe, travesti. En découvrant qu'il s'agit en réalité d'un homme et non d'une femme, M. de Raittolbe tue l'objet de son désir interdit dans un duel, tout en niant toute attirance pour lui. Il n'avouera son attirance qu'après l'avoir tué. Ainsi, cette figure permet de transcender les tabous sexuels, homosexuels mais également incestueux. En effet, la relation entre Hebert et Denham dans Lesbia Brandon est non seulement un rapport de domination mais aussi un rapport incestueux comme on le découvre à la suite du développement de l'intrigue. Herbert est presque le miroir de sa sœur qui finira par avoir une relation avec Denham, continuant l'intrigue incestueuse du roman.

### Lagynandre
Terme inventé par Joséphin Péladan, composé des mêmes mots grec ancien désignant l'homme et la femme que dans "androgyne", Άνδρος [andros] et γυναίκα [gynaika] mais inversés. Le terme désigne ainsi une femme ayant des attributs masculins tandis que l'androgyne est un homme ayant des attributs féminins. Les gynandres les plus célèbres dans la littérature décadente sont Marcelle Désambres, héroïne du roman Madame Adonis de Rachilde et Lesbia Brandon du roman éponyme d'Algernon Swinburne. Marcelle Désambres, tout au long du roman, se travestit en homme, sous le nom de Marcel Désambres. Sous son apparence d'homme, elle est désirable, tandis que sous son apparence de femme, elle paraît grotesque. La féminité embellit l'homme tandis que la masculinité enlaidit la femme. L'androgyne est plus attirant que la gynandre. Un dégoût de la féminité se présente quand on voit que la femme ne peut être protagoniste que si elle présente des attributs masculins, qu'ils soient physiques, comme chez Marcelle, ou moraux, comme chez Lesbia.
En effet, Lesbia est la gynandre représentant la figure de la lesbienne. À la suite d'un traumatisme sexuel, elle s'identifiera de façon presque masculine. Elle est également attirée par deux personnages: Margaret et Herbert, frère et sœur. Elle n'est par ailleurs attirée par ce dernier que par sa ressemblance frappante avec sa sœur. A la manière d'une Raoule dans Monsieur Vénus, elle se comporte en femme fatale abusive à l'encontre de l'objet de ses désirs.

## Quelques œuvres
- Algernon Swinburne, Poems and Ballads (1866)
- Jules Barbey d'Aurevilly, Les Diaboliques (1874)
- Maurice Rollinat, Les Névroses (1883)
- Auguste de Villiers de l'Isle-Adam, Contes cruels (1883)
- Rachilde, Monsieur Vénus (1884)
- Joris-Karl Huysmans, À rebours (1884)
- Jean Moréas, Les Syrtes (1884)
- Élémir Bourges, Le Crépuscule des dieux (1884)
- Jules Laforgue, Les Complaintes (1885)
- Henri Beauclair, Gabriel Vicaire, Les Déliquescences d'Adoré Floupette, poète décadent[8] (1885)
- Félicien Champsaur, L’Amant des danseuses (1888)
- Paul Devaux, Les Fellatores, mœurs de la décadence[9] (1888)
- Rachilde, Madame Adonis (1888)
- Louis Dumur, Albert (1890)
- Jean-Louis Dubut de Laforest, Morphine (1891)
- Oscar Wilde, Le Portrait de Dorian Gray (1891)
- Remy de Gourmont, Proses moroses (1894)
- Jean Bertheroy, La Mime Bathylle (1894)
- Léon Bloy, Histoires désobligeantes, (1894)
- René Boylesve, Les Bains de Bade (1896)
- Marcel Proust, Les Plaisirs et les jours (1896)
- Pierre Louÿs, Aphrodite (1896)
- Jean Lorrain, Monsieur de Bougrelon (1897)
- Jane de La Vaudère, Les Sataniques (1897)
- Rachilde, Les Hors Nature (1897)
- Jean de Tinan, Penses-tu réussir ? (1897)
- Camille Mauclair, Le Soleil des morts (1898)
- Octave Mirbeau, Le Jardin des supplices (1899)
- Hugues Rebell, La Câlineuse (1899)
- Georges Eekhoud, Escal-Vigor (1899)
- Jean Lorrain, Monsieur de Phocas (1901)
- Frederick Rolfe (Baron Corvo), Hadrian the Seventh (1904)
- Henri Barbusse, L'Enfer (1908)
- Georges Fourest, La Négresse blonde (1909)